# آبشار باکسکار راپیدز
آبشار باکسکار راپیدز (به انگلیسی: Boxcar Rapids) آبشاری است که در اورگن ، ایالات متحده آمریکا واقع شده و ارتفاع کلی ریزشگاه آن است.